# Фильтруй! Как работают наши печень и почки
«Фильтруй! Как работают наши печень и почки» — научно-популярная книга на русском языке Андрея Сазонова, опубликованная в 2020 году издательской группой «АСТ».

## О книге
Книга посвящена печени и почкам в организме человека, если точнее, — их фильтрационной функции.
В книге автор объясняет, что главная задача печени — разрушение токсинов, попадающих в человеческий организм, а почек — их выведение. Андрей Сазонов развенчивает мифы о работе данных органов, например, об уринотерапии (ей посвящена отдельная, самая длинная глава в книге), гепатопротекторах — средствах нетрадиционной медицины, не имеющих доказанной клинической эффективности.

## Оценки
Научно-просветительская программа «Всенаука», реализуемая фондом «Русский глобус», оценивает книгу следующим образом:
- общая оценка: 2,5/4 («читать можно»/«рекомендую прочитать»);
- корректность: 3,5/4 («в целом корректное изложение с акцентом на точку зрения автора»/«объективное изложение, подтверждённое научными данными»);
- увлекательность: 3,5/4 («книга вызывает интерес и читается относительно легко»/«книга читается с интересом, как художественная»);
- доступность: 4/4 («книга доступна даже людям с нулевыми знаниями по теме»);
- актуальность: 3/4 («книга дает базовые представления по теме»).
- раскрытие темы «Физиология человека»: 6/12.

Александр Балакирев — кандидат биологических наук, старший научный сотрудник Института проблем экологии и эволюции имени А. Н. Северцова Российской академии наук:
«Книга не систематично построена, далека от академического стиля изложения, но содержит в себе большое количество актуальных и глубоко академических данных, подаваемых читателю в непринуждённой манере. Книга понравится обывателю, не имеющего медицинского или биологического образования и не любящему настоящей, серьёзной научной литературы, прежде всего образностью и доступностью изложения. Никакой сложной терминологии, всё на пальцах. Очень ценно произведение, как инструмент борьбы с медицинским шарлатанством, профанацией и лженаукой».